# Europski susret misijskih animatora djece
Europski susret misijskih animatora djece, susret katoličkih misijskih animatora djece. Održava se svake druge godine počevši od 1973. godine. Na susretima predstavnici zemalja sudionica raspravljaju o razvoju misijskog pastorala za djecu kao i mogućnosti da djeca postanu protagonisti unutar svojih župa. 2018. je susret bio na temu „Djeca zajedno žive u zajedničkom svijetu – Tragovima sv. Pavla' i održao se na Malti. Hrvatsku i Bosnu i Hercegovinu ovih godina predstavlja Ines Sosa Meštrović. Zbog toga što su nacionalne uprave Papinskih misijskih djela Hrvatske i Bosne i Hercegovine posljednjih godina napravili su veliki razvoj u misijskoj animaciji djece te Papinskog misijskog djela svetog Djetinjstva, Ines Sosa Meštrović imenovana je u nadzorni odbor toga vijeća.